# John Florio
Œuvres principales
- Un monde de mots, dictionnaire anglais-italien (1598, éd. augmentée 1611)
- Essayes on Morall, Politike, and Millitarie Discourses, traduction des Essais de Montaigne (1603)
- First Fruits, manuel de langue italienne (1578)
- Second Fruits, manuel de langue italienne (1591)

John Florio (Londres, 1553 - Fulham près de Londres, 1625), connu également sous son nom italien de Giovanni Florio (prononciation [dʒoˈvanni ˈflɔːrjo]), et plus rarement sous la forme francisée Jean Florio, était un linguiste, lexicographe et traducteur anglais d’ascendance italienne.
Né d’un père italien protestant ayant dû chercher refuge en Angleterre pour échapper à l’Inquisition dans son pays, et d’une mère probablement anglaise, il passa ses jeunes années dans les Grisons en Suisse, puis, après des études en Allemagne, retourna en Angleterre où, fort de sa formation humaniste et polyglotte, il trouva bientôt à s’employer comme précepteur et professeur d’italien et de français auprès de personnes issues de toutes les classes sociales : marchands, nobles, artistes, princes, et même une reine, Florio occupant le poste de maître de langues à la cour royale de Jacques Ier.
Il figure comme un précurseur tant dans le domaine de la traduction (il fut le premier à traduire en anglais les Essais de Montaigne et des passages du Décaméron de Boccace) que dans celui de la lexicographie, étant en effet l’auteur d’un dictionnaire anglais-italien dans lequel, pour la première fois, il eut l’idée d'admettre des vocables du langage courant et des termes de métier. Son dictionnaire et sa traduction des Essais de Montaigne passent aujourd’hui pour de véritables monuments de la Renaissance anglaise et des lettres élisabéthaines. On lui doit par ailleurs des manuels d’apprentissage de l'italien, composés de dialogues pédagogiques, de recueils de proverbes italiens, d’observations sur la langue italienne etc.
Il fut peut-être un ami de William Shakespeare, ou eut à tout le moins une influence sur lui. Une théorie le propose comme le véritable auteur de l’œuvre shakespearienne.

## Le père: Michelangelo Florio
Né à Londres, John Florio était d’origine anglo-italienne et se qualifiait lui-même d’« Anglais en italien ». Son père, Michelangelo Florio (en), natif de Toscane, avait été un moine franciscain avant de se convertir au protestantisme. Après s’être enhardi à prêcher à Naples, Padoue et Venise, il fut finalement inquiété par l’Inquisition en Italie et dut chercher refuge en Angleterre, alors sous le règne d’Édouard VI. En 1550, il trouva à s’employer comme pasteur de la congrégation protestante italienne à Londres et fit également partie du personnel de la maison de l'homme d'État William Cecil. Il fut cependant, sur l’accusation d’immoralité, éconduit de l’un comme de l’autre poste, quoique William Cecil voulût bien lui accorder plus tard son entier pardon. L’on sait peu de chose de la mère de John Florio ; il se peut qu’elle fût anglaise.
Michelangelo Florio se fit ensuite précepteur italien de Jeanne Grey, avant de le devenir auprès de la famille de William Herbert, 1er comte de Pembroke, père de Henry Herbert, 2e comte de Pembroke, lequel épousera Mary Sidney, sœur de Philip Sidney. Il rédigea à l’intention de Henry Herbert et Jane Grey, ses deux élèves de plus haut rang, un ouvrage intitulé Regole de la lingua thoscana (litt. Règles de la langue toscane). Les jeunes années, la foi, et la mort de Lady Jane Grey le touchèrent profondément, à telle enseigne que plus tard, retiré à Soglio en Suisse, il entreprit d’écrire un livre sur sa vie, lequel ne parut qu’en 1607, mais fut rédigé sans doute vers 1561-1562 ; il y décrit Jane Grey comme une martyre et comme une « sainte » innocente, et il est possible qu’il eût été témoin de certains des événements la concernant ou qu’il l’eût entretenue des persécutions en Italie.

## Départ en exil des Florio
Le biographe Anthony Wood relate que la famille Florio, qui à présent comptait parmi ses membres le jeune bébé John Florio, quitta l’Angleterre à l’accession au trône de la reine Marie. À Strasbourg, Michelangelo Florio fit la connaissance de membres de la famille aristocratique De Salis-Soglio de Bregaglia, dans le canton des Grisons, en Suisse italienne protestante. Le comte de Salis offrit à Michelangelo un poste de pasteur à Soglio, auquel poste étaient attachés la disposition d’un logis (actuellement aménagé en restaurant) sis au bord d’un précipice, la fonction d’instituteur local, et le statut de prédicateur réformé. Soglio se trouvait loin de l’Inquisition et à peu de distance de Chiavenna, au nord du lac de Côme en Italie, foyer de prédication réformée. John Florio grandit en parlant italien avec son père, et probablement en parlant dans le même temps couramment l’anglais avec sa mère. Son père lui aurait enseigné le français et l’allemand. Lorsqu’il eut sept ans, le théologien protestant réformé Pier Paolo Vergerio, qui était originaire de Capodistria en Vénétie mais vécut aussi à Bregaglia en Suisse, l’envoya vivre et se faire scolariser à Tubingue en Allemagne, puis plus tard s’inscrire dans une université allemande. Au début de la décennie 1570, John, en possession désormais d’une solide formation chrétienne réformée et humaniste, et sans doute accompagné de sa mère, s’en retourna en Angleterre, alors sous le règne de la reine Élisabeth.

## Activité en Angleterre
John Florio jugeait les Anglais frustes et barbares et se proposait d’apprendre aux aristocrates protestants les manières européennes, de les doter de compétences en langues et de les pourvoir d’expressions policées. Cette mission rejoignait d’une certaine façon celle de Philip Sidney, qui s’efforça de former les Anglais à écrire et à lire les Écritures dans leur propre langue, dûment enrichie à cet effet. Ainsi Florio voulut-il initier les Anglais aux proverbes italiens.
Tandis qu’il travaillait comme précepteur et concomitamment comme espion (pour le compte de Sir Francis Walsingham, maître-espion de la reine Élisabeth) au domicile de l’ambassadeur de France, Michel de Castelnau de la Mauvissière, en 1583-1585, Florio s’était lié d’amitié avec Giordano Bruno. L’historienne Frances Yates rapporte l’histoire d’un dîner animé qui eut lieu au palais de Whitehall et lors duquel Florio traduisit à l’intention de la compagnie assemblée, dont faisaient partie Sir Philip Sidney et des professeurs d’Oxford, les théories de Bruno sur la possibilité d’une vie sur d’autres planètes. John Florio résida ensuite quelque temps à Oxford, et se trouvait vers 1576 employé comme précepteur auprès du fils de Richard Barnes, évêque de Durham, qui étudiait alors à Magdalen College.
En 1578, Florio publia un ouvrage intitulé First Fruits, which yield Familiar Speech, Merry Proverbs, Witty Sentences, and Golden Sayings (litt. Premiers Fruits, apportant parler familier, proverbes plaisants, maximes spirituelles et dictons d’or), qui parut accompagné du livre A Perfect Induction to the Italian and English Tongues. L’ouvrage était dédié à Robert Dudley, 1er comte de Leicester. Trois ans plus tard, John Florio fut admis comme membre de Magdalen College et devint enseignant en français et italien dans cette université. En 1591 parurent ses Second Fruits, to be gathered of Twelve Trees, of divers but delightsome Tastes to the Tongues of Italian and English men (litt. Deuxièmes Fruits, à recueillir de douze arbres, aux saveurs diverses mais délectables à la langue d’hommes italiens et anglais), auxquels l’auteur joignit Garden of Recreation, yielding six thousand Italian Proverbs (litt. Jardin d’agrément, produisant six mille proverbes italiens). Ces manuels comprenaient un précis de grammaire, un choix de dialogues en italien et anglais disposés en colonnes parallèles, et de longs extraits d’écrivains italiens classiques en prose et en vers.
Florio eut de nombreux patrons. Il déclare avoir vécu quelques années avec Henry Wriothesley, 3e comte de Southampton, peut-être le jeune homme qui est évoqué dans les sonnets de Shakespeare, et il y a un compte rendu d’un incident impliquant Florio survenu dans le manoir que le comte possédait dans le Hampshire, près de l’abbaye de Titchfield (en). William Herbert, 3e comte de Pembroke, se lia également d'amitié avec lui. Dans son testament, Florio légua des dons au comte de Pembroke, à la condition expresse qu’il prît soin de Rose, sa seconde femme. Son dictionnaire italien-anglais, titré A World of Words (litt. Un monde de mots), fut publié in folio en 1598. À la suite de la montée au trône de Jacques Ier d'Angleterre, Florio fut nommé précepteur de français et d’italien auprès du prince Henry, puis devint gentilhomme de la Chambre privée et Clerc du Cabinet de la reine-consort Anne de Danemark, qu’il fut aussi chargé d'instruire dans les langues étrangères.
Une version substantiellement enrichie de A World of Words parut en 1611 sous le titre de Queen Anna's New World of Words, or Dictionarie of the Italian and English tongues, Collected, and newly much augmented by Iohn Florio, Reader of the Italian vnto the Soueraigne Maiestie of Anna, Crowned Queene of England, Scotland, France and Ireland, &c. And one of the Gentlemen of hir Royall Priuie Chamber. Whereunto are added certaine necessarie rules and short obseruations for the Italian tongue (soit : Nouveau Monde des mots de la reine Anne, ou Dictionnaire des langues italienne et anglaise, composé et récemment très augmenté par Iohn Florio, maître d’italien auprès de sa Majesté souveraine Anna, Reine couronnée d’Angleterre, d’Écosse, de France et d’Irlande, &c. et l’un des gentilshommes de sa Royale Chambre privée. Auquel ont été ajoutées certaines règles nécessaires et de brèves observations de la langue italienne).
Son œuvre majeure cependant est son admirable traduction des Essais de Montaigne sous le titre Essayes on Morall, Politike, and Millitarie Discourses of Lo. Michaell de Montaigne, publiée in folio en 1603 en trois volumes, chacun dédié à deux dames nobles. Une deuxième édition en 1613 sera dédiée à la reine. La première édition acquit un intérêt particulier par le fait qu’un exemplaire de celle-ci, conservé à la British Library, porte la signature de Shakespeare, longtemps admise comme authentique mais aujourd’hui supposée provenir d’une main du XVIIIe siècle ; un autre exemplaire est orné de la signature de Ben Jonson. Il a été suggéré par William Warburton que Florio a été satirisé par William Shakespeare sous les espèces du personnage de Holofernes, le pompeux pédant de Peines d’amour perdues ; cependant il est probable, attendu en particulier qu’il était l’un des protégés du comte de Southampton, qu’il figurait parmi les amis personnels du dramaturge, lequel a pu, par le biais de Florio, s’initier aux littératures française et italienne.
Florio épousa la sœur du poète Samuel Daniel, qui travaillait chez la famille de Mary Sidney, comtesse de Pembroke, personnage central du cercle littéraire Wilton. Il entretint des rapports amicaux avec nombre d’autres poètes et écrivains du moment. Ben Jonson lui envoya un exemplaire de Volpone, doté de la dédicace « À son père aimant et ami précieux, maître John Florio, Ben Jonson scelle le présent témoignage de son amitié et affection ». Il fut caractérisé par Anthony Wood, dans Athenae Oxonienses, comme un homme très utile dans sa profession, zélé pour sa religion, et profondément attaché à son pays d’adoption.
Il mourut à Fulham, près de Londres, à l’automne 1625, apparemment dans l'indigence, par suite du non versement de sa pension. Sa maison de Shoe Lane dut être vendue pour acquitter ses nombreuses dettes, mais sa fille Élisabeth, née en 1589, fit un bon mariage. Les autres descendants de Florio, ses fils Joane, baptisé à Oxford en 1585, et Edward, né en 1588, devinrent médecins du Roi, et appartenaient au tissu social des classes professionnelles anglaises à haute qualification.

## Thèse de la paternité des œuvres de Shakespeare
Florio est l’un des nombreux candidats proposés comme étant les véritables auteurs des œuvres de William Shakespeare. La candidature d’un Italien, que ce soit Giovanni ou son père Michelangelo Florio, au titre de créateur de l’œuvre de Shakespeare était liée initialement à la résurgence du nationalisme italien à l’époque fasciste. La théorie s’appuie notamment sur l’argument, également avancé par d’autres anti-stratfordiens, que l’œuvre de Shakespeare dénote une connaissance intime de la culture et de la géographie italiennes. Florio fut ainsi proposé par Santi Paladino en 1927, toutefois Paladino tendait à confondre John et son père Michelangelo. Il postula que Florio était issu d’une famille calviniste de Sicile ; contraint de fuir l’Italie pour l’Angleterre protestante, il aurait forgé le nom « Shakespeare » en traduisant mot à mot en anglais le patronyme de sa mère sicilienne, Crollalanza. Erik Reger fut le premier à proposer spécifiquement John Florio, dans une recension du pamphlet de Paladino, intitulée « Der Italiener Shakespeare » et publiée en 1927 dans la Deutsche Allgemeine Zeitung. Plus tard, Paladino argua que les deux Florio collaboraient, et poursuivit ses publications sur le sujet jusque dans les années 1950. Dans ses derniers écrits, il affirma que Michelangelo Florio écrivit les œuvres d’abord en italien et que son fils Giovanni les rendait ensuite en anglais. Depuis lors, l’un ou l’autre des deux Florio a été mis en avant tour à tour par Franz Maximilian Saalbach (1954), Martino Iuvara (2002) et plus récemment par Lamberto Tassinari (2008).
Ce dernier en particulier souligne que le style de Florio était hautement apprécié, en premier lieu par son ami le dramaturge et poète Ben Jonson, ensuite par son beau-frère, Samuel Daniel, puis par les biographes de Florio, Clara Longworth de Chambrun (1921), Frances Yates (1934) et les critiques littéraires Felix Otto Matthiessen (1931) et André Koszul (1931). Frances Yates rangea la traduction de Florio des Essais de Montaigne parmi les classiques de la littérature anglaise, surpassée seulement par la traduction de la bible dite bible du roi Jacques.
Scott McCrea, auteur de The Case for Shakespeare: The End of the Authorship Question (2005), analysant l’ouvrage de Lamberto Tassinari, déclara que ce livre fourmillait d’« incohérences et de logique ridicule ». McCrea se réfère en particulier à l’argument de Tassinari selon lequel Shakespeare massacra à dessein la langue italienne dans ses pièces parce qu’il voulait « dissimuler son identité en mutilant son italien », affirmation qui selon Scott McCrea contredit « sa mission d’améliorer la culture anglaise ». McCrea compare la poésie de Florio à celle de Shakespeare, et observe que « lire Shakespeare en regard de Florio vous fait péniblement prendre conscience combien belles et poétiques sont même les deux dédicaces à Southampton, et combien prosaïque et fondamentalement différent est l’esprit de Florio ». Saul Gerevini et Giulia Harding ont au contraire estimé que le langage de John Florio apparaît poétiquement semblable à celui de Shakespeare,.